# EN10-3
A N10-3 é uma estrada nacional que integra a rede de estradas de Portugal. 

De acesso gratuito, o seu percurso inicia-se junto ao campo de futebol do clube desportivo Barreirense, desenvolvendo-se pelas localidades de Verderena, Santo André (com desdobramento para a zona de Quinta da Lomba), Palhais e Coina. 
Esta estrada nacional inclui, em parte do seu percurso, a designada Estrada de Palhais, popularmente designada como Estrada dos Fuzileiros como referência ao agrupamento de Fuzileiros do Barreiro, que se encontra na sua fronteira e ao qual dá acesso. A N10-3 desemboca na rotunda de acesso ao percurso original da N10, junto à localidade de Quinta do Conde, concelho de Sesimbra, e representa uma derivação desta estrada nacional.
O perfil de velocidade é o de cidade (50 km/h) até à saída de Santo André, assumindo um perfil de 90 km/h na esmagadora maioria do troço, com exceção da zona em torno da freguesia de Palhais e do seu término, já na freguesia de Coina.

Uma das particularidades da N10-3 é que grande parte do seu troço se desenvolve nas proximidades de um afluente do Rio Tejo, que separa os concelhos do Barreiro e do Seixal.